# تلفزة تفاعلية

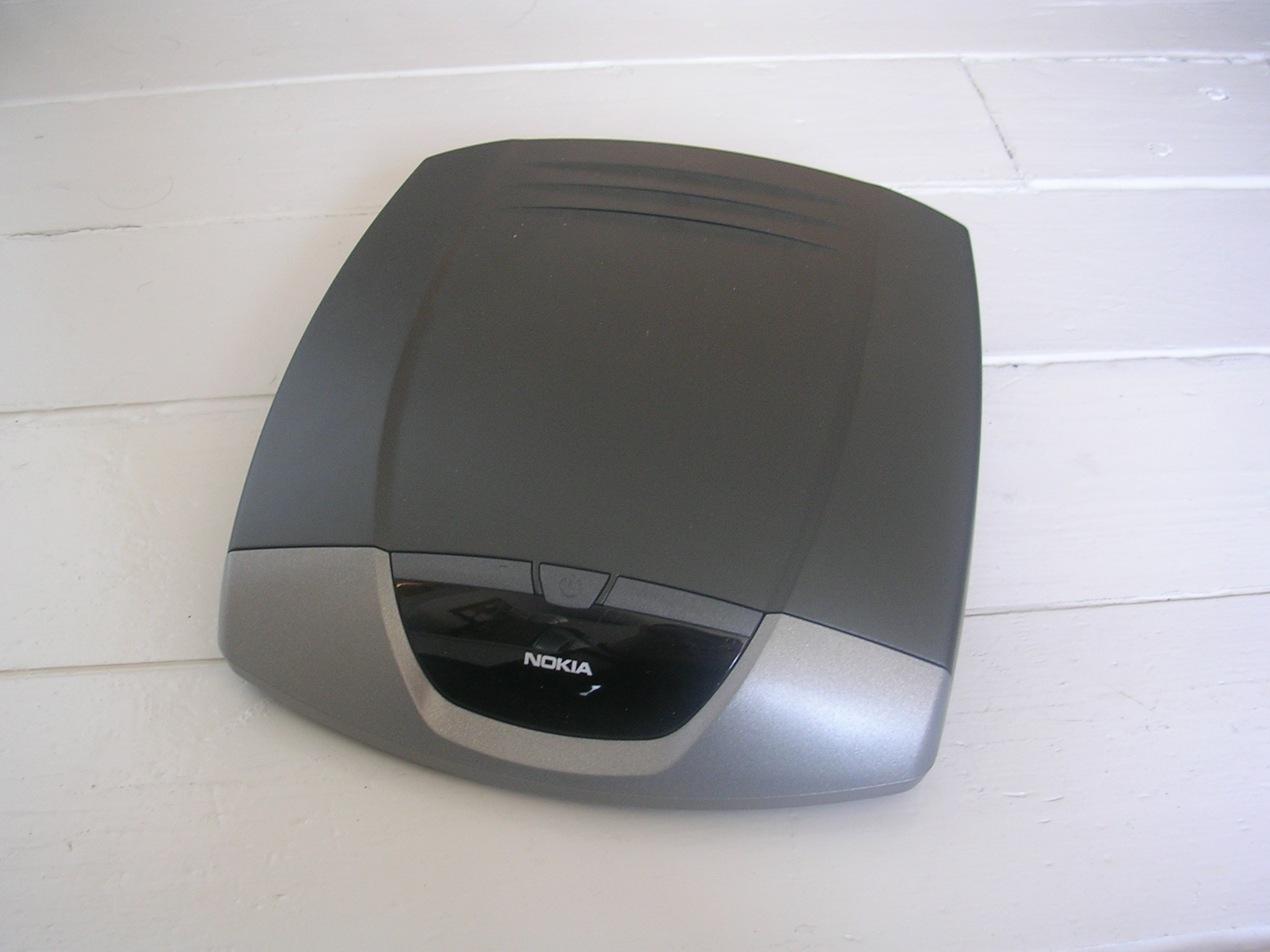
محول التلفزيون الرقمي.

التلفاز التفاعلي (بالإنجليزية: Interactive television)‏ هي تقنية تسمح للمشاهد بالتفاعل مع التلفاز أثناء المشاهدة.

## درجات التفاعلية
تتراوح درجة التفاعلية مع التلفاز من تفاعلية ذات درجة منخفضة مثل (التحكم بمستوى الصوت، تغيير القنوات... الخ) إلى تفاعل ذي درجة متوسطة (العرض حسب الطلب للأفلام) إلى تفاعل بدرجة كبيرة مثلاً التصويت في برنامج يعرض على الهواء مباشرة.

## وصلات خارجية
- مالك إبراهيم الأحمد، التلفاز التفاعلي – ثورة تقنية ومعلوماتية